# Holly Fischer
Holly Fischer, gespeeld door actrice Ashley Hartman, is een personage uit de televisieserie The O.C..

## Seizoen 1
Holly is de dochter van Greg Fischer, een klant van Jimmy Cooper. Greg ontmaskerd Jimmy als hij fraude pleegt. Holly is zelf bevriend met Summer Roberts en Marissa Cooper.
Als Marissa op een uitje naar Mexico gaat met Summer, Ryan Atwood en Seth Cohen, krijgt Holly een affaire met Luke Ward, Marissa's vriendje. Wanneer Marissa hierachter komt, neemt ze een overdosis pijnstillers. Sindsdien is Holly niet meer bevriend met Marissa en Summer.